# 榊原幾久若
榊原 幾久若（さかきばら きくわか、1863年10月15日（文久3年9月3日） - 1936年（昭和11年）2月19日）は、明治から昭和時代初期の司法官。大審院検事、同判事。

## 経歴
榊原光次郎の弟としてのちの愛知県に生まれる。
普通学を修めたのち、1886年（明治19年）帝国大学法科大学を卒業する。大学院に進んだのち、1890年（明治23年）東京地方裁判所判事となり、東京控訴院判事、宇都宮地方裁判所長を経て、1899年（明治32年）東京控訴院部長となった。その後、大審院検事および判事を歴任した。大審院判決例の編集に功績がある。

## 親族
- 義弟：小原新三（妻なを弟、内務・朝鮮総督府官僚、官選県知事、錦鶏間祗候）[2]
- 孫：野本松彦（長女若次男、内務官僚、宮内庁皇室経済主管・書陵部長）[4]